# Parlamentarische Gruppe Frei fließende Flüsse
Die Parlamentarische Gruppe Frei fließende Flüsse, PG FfF ist ein Zusammenschluss von Parlamentariern, die sich für den Schutz der letzten noch erhaltenen großen deutschen Flussläufe und Flusslandschaften vor Zerstörung durch Kanalisierung und Verbauung einsetzen. Als besonders gefährdet durch Flussbaumaßnahmen gelten die niederbayerische Donau zwischen Straubing und Vilshofen mit dem Isarmündungsgebiet, die Elbe, die Saale sowie die Oder im Bereich des deutsch-polnischen Auen-Nationalparks Unteres Odertal.

## Entwicklung
In der 16. Legislaturperiode gehörten 32 Mitglieder des Bundestages der Gruppe an (CDU 1, SPD 15, FDP 3, Die Linke 4, Bündnis 90/Die Grünen 9). Neben den Mitgliedern gibt es über 90 eingetragene Vereine, Verbände und Einzelpersonen, die die Arbeit der Gruppe als Gäste unterstützen. Auf der konstituierenden Sitzung im Juli 2007 wurden die Gründungsmitglieder, Brunhilde Irber (SPD), Horst Meierhofer (FDP), Eva Bulling-Schröter (Die Linke) und Anton Hofreiter (Bündnis 90/Die Grünen) als gleichberechtigter Vorstand im Amt bestätigt. Brunhilde Irber wurde zur ersten Vorsitzenden gewählt. Nach der Landtagswahl in Bayern 2008 trat Josef Göppel (CSU) als einziger Vertreter der CDU/CSU-Fraktion der Parlamentarischen Gruppe bei und wurde in den Vorstand aufgenommen. Jede Fraktion stellt ein Vorstandsmitglied. Die Parlamentarische Gruppe Frei fließende Flüsse verfügt über einen eigenen Referenten für die Koordination und Umsetzung von Gemeinschaftsprojekten.
In der 17. Legislaturperiode wurde die Gruppe von Anton Hofreiter (Bündnis 90/Die Grünen) geleitet.
Der Parlamentarischen Gruppe gehörten in der 18. Legislaturperiode des Deutschen Bundestages 41 Abgeordnete als ordentliche Mitglieder an (CDU 15, CSU 1, SPD 13, Die Linke 3, Bündnis 90/Die Grünen 9). Den Vorstand bildeten Eva Bulling-Schröter (Die Linke) und Josef Göppel (CSU) gemeinsam mit den beiden Vorsitzenden Rita Hagl-Kehl (SPD) und Steffi Lemke (Bündnis 90/Die Grünen). Neben den 41 ordentlichen Mitgliedern gibt es 44 Vertreter von Seiten der Nichtregierungsorganisation, der Vereine und Verbände, aber auch kommunaler und regionaler Träger, die die Arbeit der Gruppe unterstützen. Bei der Vollversammlung der Gruppe am 26. Januar 2016 standen die drei großen deutschen Ströme mit dem höchsten ökologischen Potential im Mittelpunkt: Donau, Elbe und Oder. Auf Einladung von Rita Hagl-Kehl berichtete Georg Kestel vom Bund Naturschutz Deggendorf e.V. von der Donau.

## Ziele
In einer Zusammenfassung über die ersten 2 Jahre des Wirkens der Gruppe formulierte die scheidenende Vorsitzende, Brundhilde Irber, die Ziele im März 2009 folgendermaßen:
- Schutz der Flüsse vor weiterer Anstauung, Kanalisierung und Verbauung
- Schutz der Auwälder und Flusslandschaften sowie deren Tier- und Pflanzenwelt als wertvollen Beitrag zum Schutz der biologischen Vielfalt
- Umfassender ökologischer Hochwasserschutz, der Raum für eine naturnahe Flussdynamik lässt
- Größtmögliche Durchgängigkeit für wandernde Fischarten und Wassertiere und eine verantwortungsvolle und schonende Nutzung der Fischbestände
- Freie und unverbaute Zugänglichkeit der Flüsse und sanften Tourismus und Erholung
- Förderung einer flussangepassten Binnenschifffahrt
- Nachhaltiger und schonender Umgang mit der Ressource Wasser
- Gesunde, lebenswerte Umwelt und intakte Heimat

Damit sich die Mitglieder der Parlamentarischen Gruppe Frei fließende Flüsse ein Bild über den Zustand der Flüsse machen können, werden auch Ortsbegehungen veranstaltet.